# Estación de Alhama de Murcia
Alhama de Murcia es una estación de ferrocarril situada en el municipio español homónimo, en la Región de Murcia. Forma parte de la línea C-2 de Cercanías Murcia/Alicante. Cuenta también con servicios de larga distancia.

## Situación ferroviaria
Se encuentra en la línea férrea de ancho ibérico Murcia-Águilas, pk 22,6 a 171,54 metros de altitud.

## Historia
La estación fue inaugurada el 28 de marzo de 1885 con la apertura al tráfico de la línea Alcantarilla-Lorca. Las obras corrieron a cargo de la Sociedad Anónima Crédito General de Ferrocarriles. Disuelta en 1891, los derechos sobre la línea pasaron al Banco Hispano-Colonial que decidió crear en 1900 la Sociedad del Ferrocarril de Alcantarilla a Lorca para la explotación del trazado. En 1941 con la nacionalización del ferrocarril en España la estación pasó a depender de RENFE.
Desde el 31 de diciembre de 2004 Adif es la titular de las instalaciones ferroviarias.

## Servicios ferroviarios

### Larga distancia
El Intercity que une la Región de Murcia con Cataluña tiene parada en la estación. El tren circula diariamente entre Barcelona y Cartagena y únicamente llega a Lorca en época veraniega.

### Cercanías
Pertenece a la línea C-2 de Cercanías Murcia/Alicante. La frecuencia de paso es de 60 minutos en cada sentido.